# 로버트 가네
로버트 가네(Robert M. Gagné, 1916년 8월 21일 ~ 2002년 4월 28일)는 '학습의 조건'을 연구한 미국의 교육심리학자이다. 그는 제2차 세계 대전 당시 공군 파일럿들을 대상으로 명령 과학을 선구적으로 연구하였다. 이후 그는 '좋은 수업'을 하기 위해서 고려해야 할 요소들과, 컴퓨터를 기반으로 한 훈련과 멀티미디어 기반 학습을 위한 교수 이론의 개념을 정립하고자 하였다.
가네의 업적 중 가장 대표적인 것은 학습에는 여러 유형들이 존재하고, 서로 다른 환경은 다른 학습 유형을 이끌어낸다는 가네의 가정이다.

## 전기
- 매사추세츠주 노스 앤도버에 있는 한 고등학교에서, 가네는 심리학자가 되기로 마음 먹었다. 1932년 고등학교 졸업식에서 그는 심리학이 인간의 삶의 부담을 완화하는데 사용되어야 한다는 연설을 했다.
- 예일 대학교에 장학금을 받고 입학. 1937년 졸업.
- 브라운 대학교에서 쥐의 조건 반응과 관련된 연구로 박사 학위 취득.
- 1940년 코네티컷 여자 대학교에서 처음으로 교수직을 맡게 됨. 제2차 세계 대전으로 연구 중단.
- 전쟁이 끝난 후, 플로리다 주립 대학교에서 임시 교수직을 맡음.
- 1949년 미국 공군 엔진 기술 연구 책임자 자리를 맡음.
- 1958년 프린스턴 대학교 교수직으로 학계로 복귀함.
- 1962년 '학습의 조건' 저술.
- 1969년부터 플로리다 주립 대학교에서 있으며 L. J. 브릭스의 도움으로 '학습의 조건' 개정판을 출판함.

## 연구
가네는 다음과 같은 9가지 수업 절차 모형을 제시하여 교수 이론 정립에 큰 공헌을 하였다.
1. 주의 얻기
2. 학습자에게 수업목표 알리기
3. 선수학습 회상 자극하기
4. 자극 제시하기
5. 학습 안내 제시하기
6. 수행 유도하기
7. 피드백 제공하기
8. 수행평가하기
9. 파지와 전이 높이기

## 업적

### 수상
- Membership in Phi Beta Kappa, Sigma Xi, and the National Academy of Education
- Eminent Lectureship Award by the Society of Engineering Education
- Phi Delta Kappa Award for Distingued Educational Research
- E. L. Thorndike Award in Educational Psychology
- John Smyth Memorial Award from the Victorian Institute of Educational Research
- The Robert O. Lawton Distinguished Professorship, Florida State University'c highest award
- American Psychological Association Scientific Award for Applications of Psychology
- Educational Technology Person of the Year Award
- AECT Outstanding Educator and Researcher Award

### 저서
- The Conditions of Learning (1965)
- Principles of Instructional Design (1974)

## 같이 보기
- 교수 설계